# Lijst van Speyside single malts

Lowland
Highland
Speyside
Island
Campbeltown
Islay

Deze lijst bevat single malt whisky's die worden geproduceerd in Speyside - Strathspey (Schotland).
- Aultmore Single Malt
- Aberlour Single Malt
- Balmenach Single Malt
- Balvenie
- Benriach Single Malt
- Benromach Single Malt
- Cardhu Single Malt
- Cragganmore
- Dallas Dhu Single Malt
- Dufftown Single Malt
- Glen Deveron Single Malt
- Glendronach Single Malt
- Glendullan Single Malt
- Glenfarclas Single Malt
- Glen Elgin
- Glenfiddich
- Glen Grant
- Glen Keith Single Malt
- The Glenlivet
- Glenlossie
- Glenrothes Single Malt
- Glentauchers Single Malt
- Glen Moray Single Malt
- Imperial Single Malt
- knockando single malt
- Linkwood Single Malt
- The Macallan
- McClelland's Single Malt
- Mortlach Single Malt
- Speyburn Single Malt
- The Speyside
- Strathisla Single Malt
- Tamnavulin Glenlivet Single Malt
- Tomintoul Single Malt
- Tormore Single Malt